# قاعة التوربينات

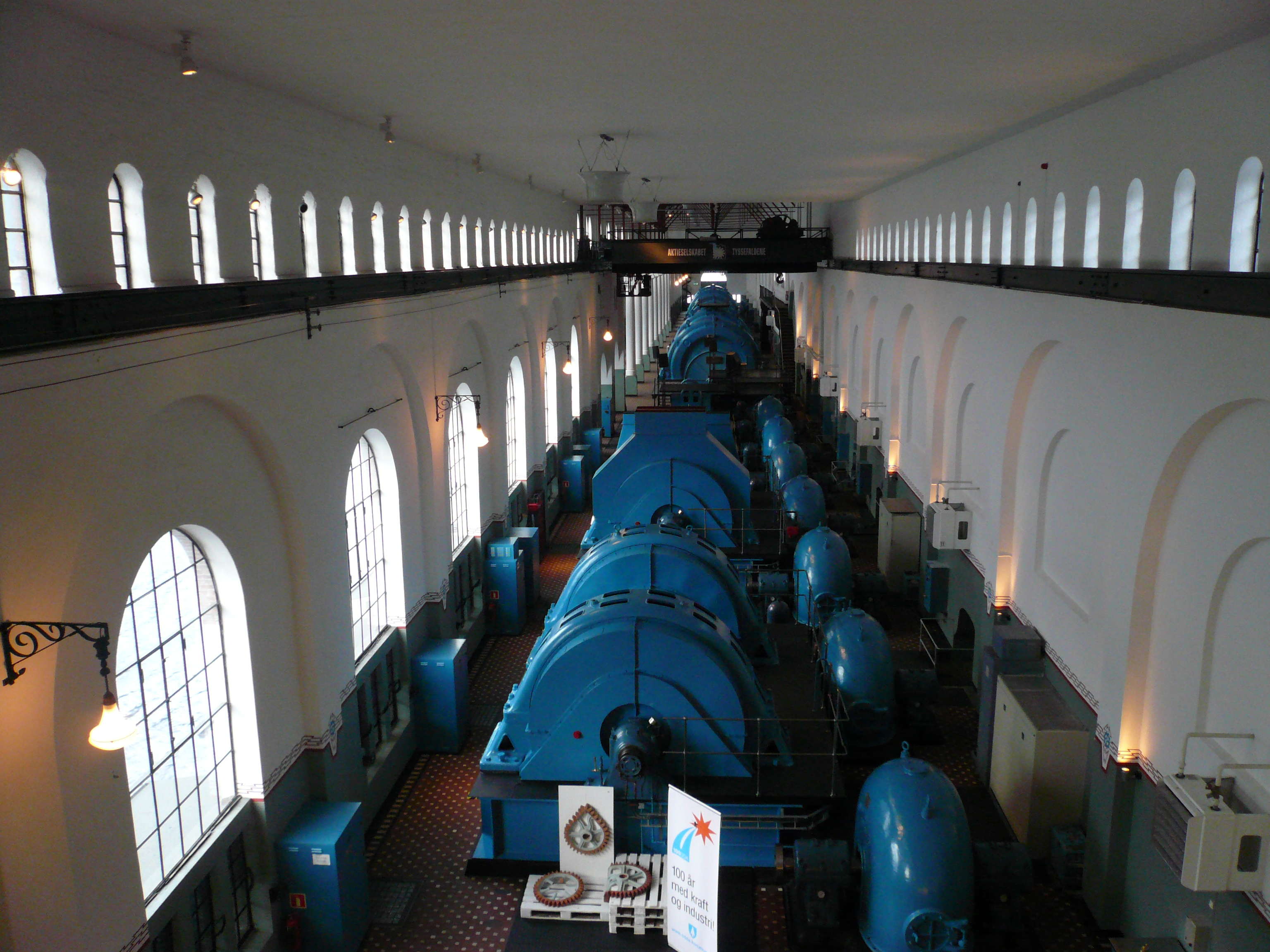
قاعة التوربينات في محطة الطاقة الكهرومائية في النرويج. لاحظ رافعة علوية على طول القاعة للتحرك داخل وخارج الماكينة

قاعة التوربينات أو قاعة التوليد أو مبنى التوربينات هي عبارة عن مبنى أو غرفة في أي دورة بخار أو محطة للطاقة الكهرومائية التي تحتوي على عدد من المكونات الحيوية لتوليد الكهرباء من البخار الذي يأتي من المياه القادمة من الخزان.

## المكونات
في الغالب تكون المكونات في قاعة التوربينات هي التوربينات والمولدات الكهربائية وفي حالة محطات الدورة البخارية وفواصل الرطوبة ومسجلات المياه عادة ما تكون مرتفعة للغاية.

## محطة الطاقة النووية
في محطات الطاقة النووية بواسطة مفاعلات الماء المغلي تحديات فريدة من نوعها لأن البخار الذي يمر بالتوربينات قد يكون إشعاعيًا وهذا يعني أنه يجب احتواء قاعة التوربين بشكل طفيف ويجب إجراء صيانة خاصة لذلك. حيث يحتوي المصنع النموذجي على توربين واحد عالي الضغط وتوربينين يعملان بضغط منخفض.